# Баррен-Айленд
Баррен-Айленд (Исла-Пелада) (англ. Barren Island, исп. Isla Pelada) — остров в составе архипелага Фолклендских островов, который находится в южной части Атлантического океана. Расположен к югу от острова Восточный Фолкленд и к юго-востоку от острова Джордж. Площадь составляет 11,5 км². Используется как пастбище для овец. На острове находится два строения: дом и сарай для стрижки овец и хранения шерсти.
На острове имеются крупные колонии пингвинов. Также, здесь полностью отсутствуют крысы, что крайне положительно сказывается на сохранении популяции небольших певчих птиц.